# Uncia (Einheit)
Die Uncia (Mehrzahl: Unciae), (lateinisch für ein Zwölftel, deutsch etwa Unze, in der ursprünglichen altlateinischen Bedeutung als „Einheit“ verwandt mit lateinisch unus) entspricht dem Zwölftel eines Asses, einer alten römischen Münz- und Gewichtseinheit mit einem Wertpunkt. Die römische uncia entspricht etwa 27,29 Gramm.
Die Uncia ist die Grundeinheit, auf der die höherwertigen Nominalen basieren, so z. B. das As.
Die Münzgewichte der bronzenen Münzen As und Uncia unterlagen – im Gegensatz zu gleichnamigen Handelsgewichten für Waren – einer ständigen Gewichtsreduzierung auf Grund inflationärer Prozesse, beginnend im Verlauf des 3. Jh. v. Chr. Es begann eine Abkopplung der immer leichter werdenden Münzgewichte von den etwa gleichbleibenden Warengewichten gleichen Namens. Endlich entstanden Münzen mit dem Namen „Uncia“ oder „As“, die aber nicht mehr eine Uncia oder ein As alten Gewichtes wogen. Ähnliche Prozesse erfolgten später auch bei der Gewichts-Mark und der Münze „Mark“ oder bei der Lira.
So reduzierte sich das As mit dem (doppelten) Januskopf im Gussbild von etwa 300 g auf etwa 40 g in der relativ kurzen Zeitspanne von etwa 289 bis 211 v. Chr. in Rom, das sich unmittelbar in den Münzgewichten der gegossenen und geprägten Münzen wie As und Uncia und deren Mehrfachen und Teilstücken äußerte.
In späteren Jahrhunderten wog die Münze „As“ gar nur noch um 10 g nach mehreren Münzfußreduzierungen.
Entsprechend den Münzabwertungen folgt die Uncia dem Ass, bleibt aber weiterhin formal der zwölfte Teil des römischen Pfundes (Libra mit ursprünglich etwa 327 Gramm = As im libralen Standard bzw. weiter reduziert im späteren semilibralen Standard).
Die Münz-Uncia zeigt um 211 v. Chr. auf dem Avers den Kopf der Roma mit Helm bzw. die Bellona, auf dem Revers die Prora mit dem Schriftzug „Roma“ bei den in Rom gefertigten Münzen und einem eventuellen Münzmeisterzeichen. Später wurden andere Münzbildmotive gewählt.
Die Uncia hat einen Wertpunkt, der sich auf beiden Seiten befindet; die Diuncia (Sextans) mit dem Mercurius-Abbild hat entsprechend zwei Wertpunkte,
der Triens (4 Unciae) mit dem Minerva-Abbild hat vier Wertpunkte etc.

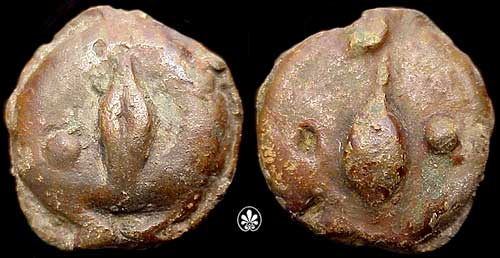
Uncia mit einem (unus) Wertpunkt
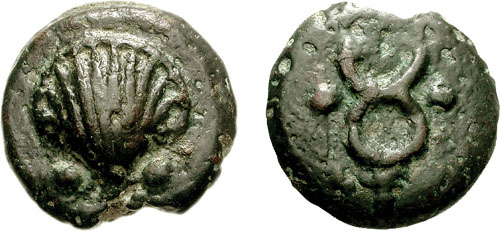
Sextans mit zwei Wertpunkten
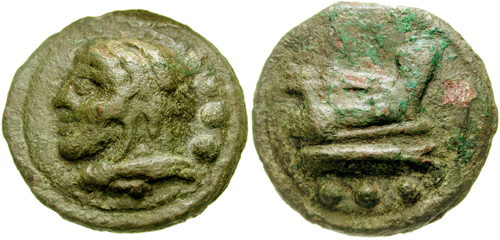
Quadrans mit drei Wertpunkten
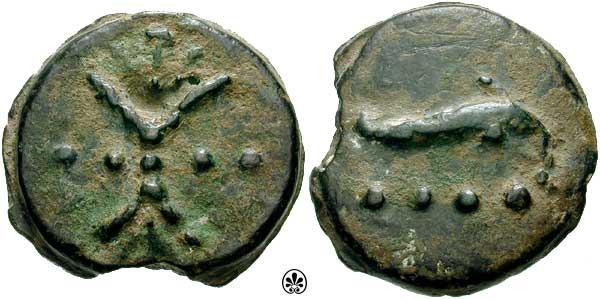
Triens mit vier Wertpunkten
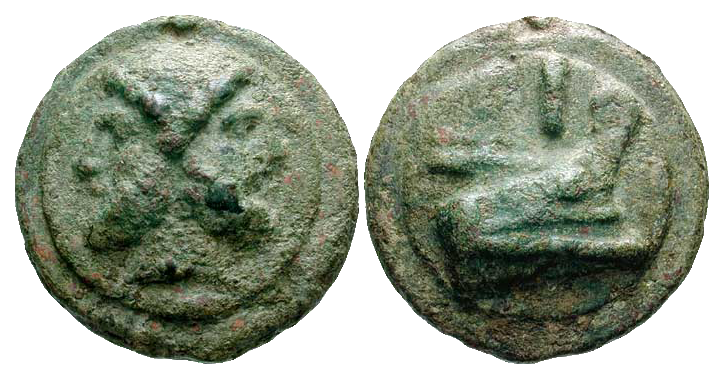
Aes grave (As) mit dem Einheits-Strich (I)

Die Halbunze ist die Semuncia, die häufig mit Jupiter, und die Viertelunze ist die Quartuncia, die mit dem Herkules-Abbild  gekennzeichnet war. Bei beiden Uncia-Teilstücken fehlen allerdings direkte Wertangaben im Gepräge.
Die Münzen As, die einfache und mehrfache Uncia und die ab etwa 211 v. Chr. neu hinzukommenden silbernen Denare, Quinare und Sesterze waren die ersten Münzen der Menschheit, die mit Punkten und alphanumerischen Münzwertkennzeichnungen – neben den figürlichen Abbildungen der jeweiligen Münzart – versehen waren. In späteren Jahrzehnten entfielen jedoch häufig die Münzwertkennzeichnungen wieder.